# احمد بن ابراهیم الغازی

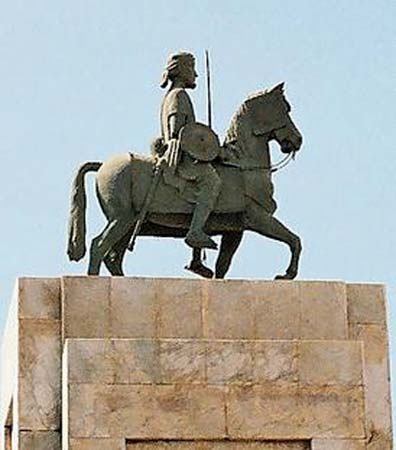
مجسمه احمد بن ابراهیم غازی

احمد بن ابراهیم الغازی (سومالیایی: [Axmad bin Ibrahim al-Ghazi] Error: {{Lang}}: متن دارای نشانه‌گذاری ایتالیک است (راهنما)؛ زاده ۱۵۰۷ درگذشته ۲۱ فوریهٔ ۱۵۴۳) یک سیاست‌مدار اهل اتیوپی بود.